# Sabueso Fino Colombiano
El Sabueso Fino Colombiano (SFC) es una raza de perro de tipo sabueso originaria de Colombia, creada por selección funcional a lo largo de los años. Es reconocida por el Club Canino Colombiano desde 2015, sin embargo,desde 2013 se realizó un trabajo de investigación con apoyo de Chejo Marín y del Grupo de Estudio de Genética Animal de la Universidad Nacional de Colombia para su censo, caracterización y primeros registros.
Se desarrolló a partir de razas de perros de cacería tipo sabueso principalmente: Sabueso Español, Azul de Gascuña, Bloodhound, y coonhounds primitivos llegados de Europa y Norteamérica desde la época de la colonización y que gracias a las peculiaridades en uso y las adaptaciones a su entorno, se mezclaron con perros criollos y evolucionaron hasta convertirse en el perro de caza por excelencia de los colombianos.

## Nombres
La raza es conocida con diferentes nombres como "Perro Fino", "Sabueso Tinajero" (en Santander), "Chapolo" (en el Caribe Colombiano), "Bramador" (en Antioquia) y "Aullador" (en otras regiones del país). Su nombre más común es: "Fino" que recibe gracias a sus cualidades y físico distinguibles de los demás perros.

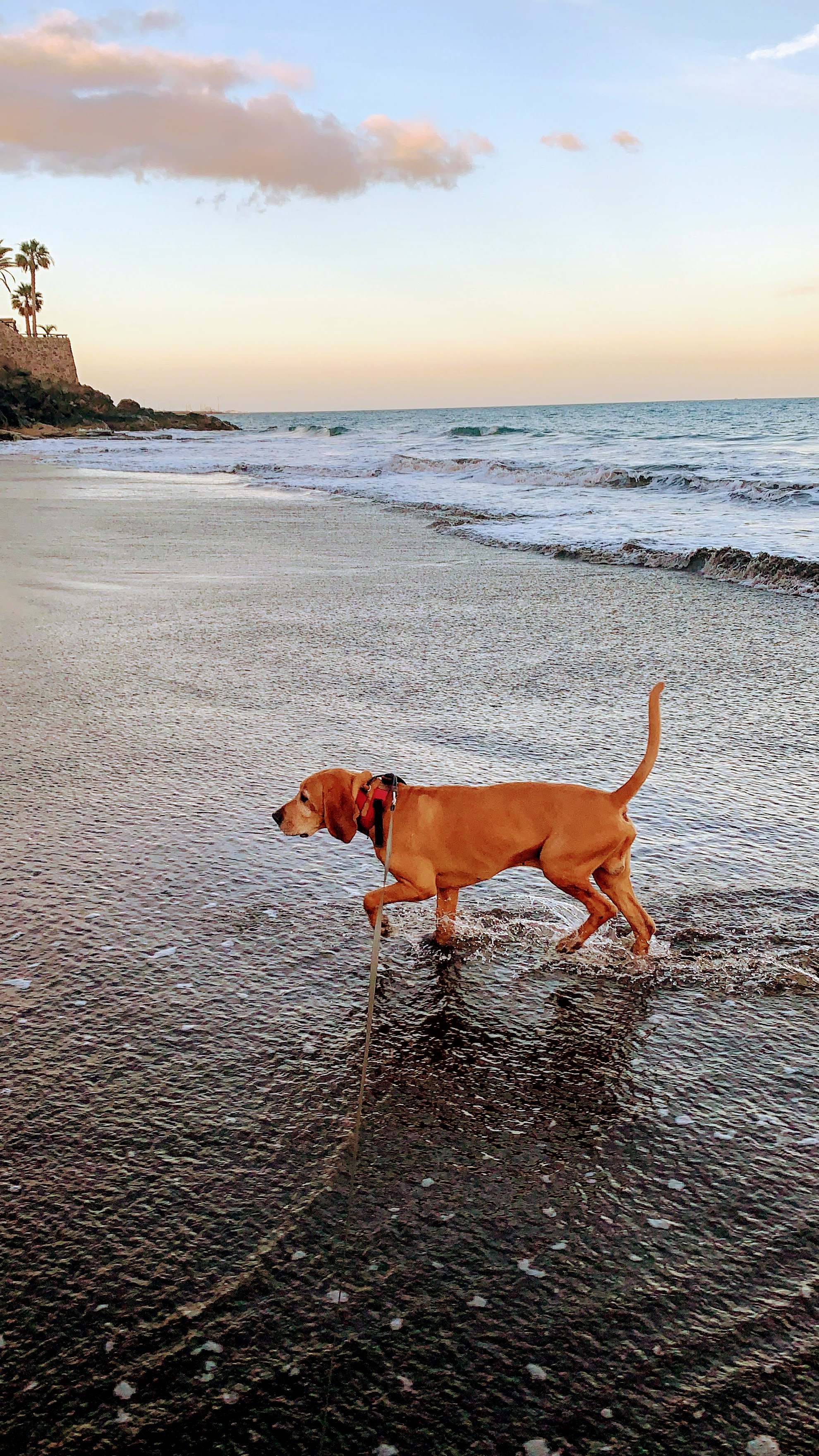
Único Sabueso fino colombiano en Las Palmas de Gran Canaria

## Estándar oficial

### Apariencia general
Típico sabueso aullador con orejas largas, patas gruesas y cola larga y gruesa, apasionado cazador de gran rusticidad, tamaño mediano, proporción rectangular, su pelo es corto y de diversos colores.

### Proporciones Importantes
Proporciones de 10:11.5 altura a la cruz/largo. La profundidad del cuerpo medida de la cruz al codo debe ser igual a la distancia entre el codo y el suelo 10:10, en la cabeza, el hocico puede ser ligeramente más corto que el cráneo.

### Cabeza
De largo medio, es armoniosa, proporcional al cuerpo.
- Cráneo: Visto de frente es ligeramente abombado, ejes cráneo faciales ligeramente divergentes, la cresta occipital es deseablemente pronunciada.

- Depresión naso-frontal (stop): Evidente sin ser demasiado marcado.
- Trufa: Grande, bien desarrollada, narinas amplias, de color negro o marrón.
- Hocico: De longitud mediana, puede ser ligeramente más corto que el cráneo, perfil recto. Visto desde arriba es rectangular, el ancho disminuye ligeramente en dirección a la trufa, sin que termine truncado ni en punta
- Labios: Desarrollado sin ser muy grueso o colgante, el labio superior cubre el inferior.
- Mordida: En tijera, es aceptable pinza, dentadura completa.
- Mejillas: Planas.
- Ojos: Forma ovalada de expresión dulce, son admitidos todos los colores, que van de acuerdo al color del manto. Excepto ojos azules o de distinto color (anisocromía).
- Orejas: Largas, colgantes, con o sin pliegues, implantadas al nivel de la comisura del ojo o justo abajo, con borde redondeado, deben llegar mínimo a la punta del hocico.
- Cuello: Fuerte, de longitud moderada, puede presentar un poco de piel suelta en la garganta.

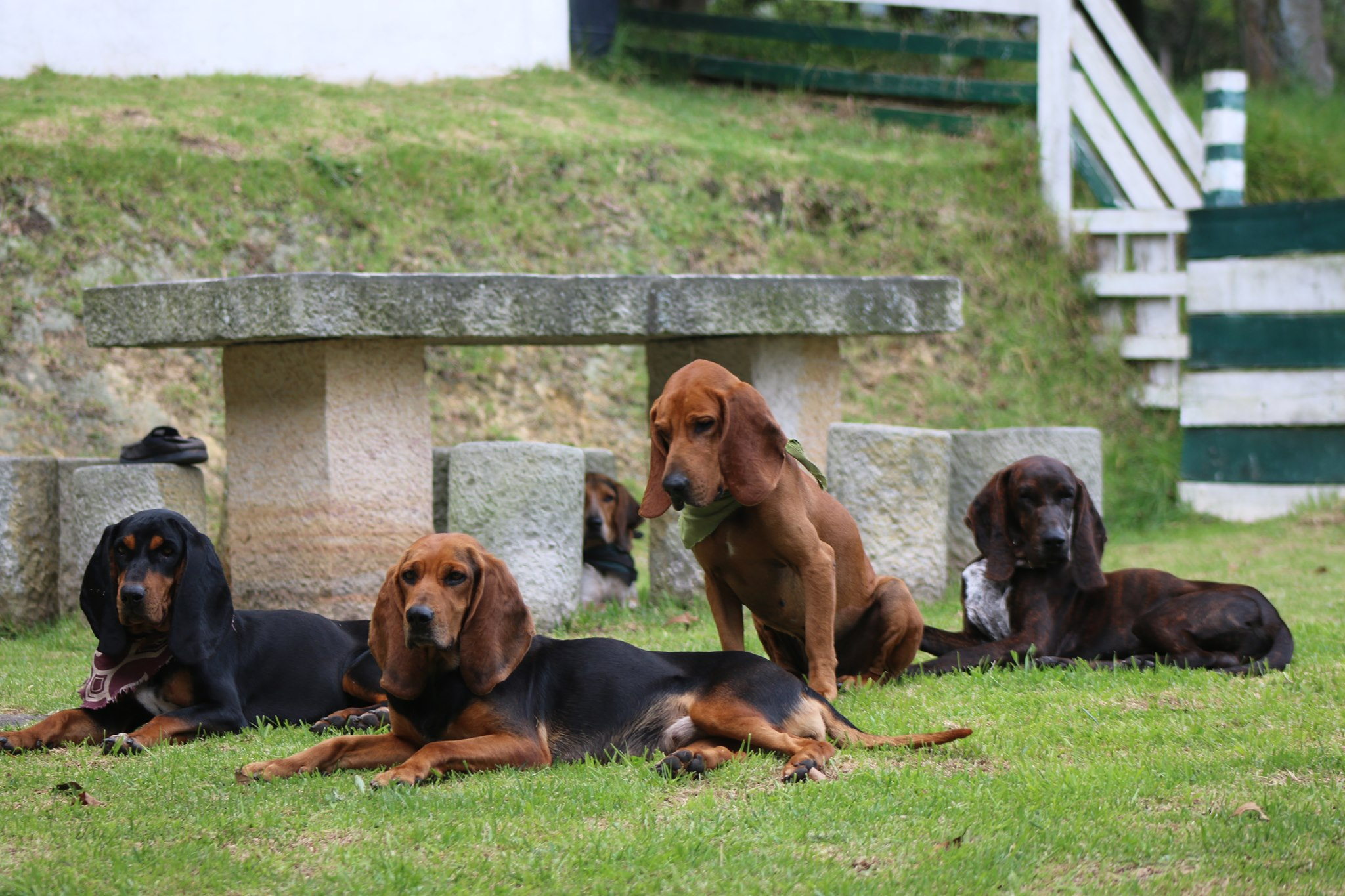
Ejemplares de la raza Sabueso Fino Colombiano

### Cuerpo
Rectangular, flexible, de mediana robustez.
- Línea superior: Con un suave movimiento se eleva ligeramente desde el punto entre la cruz y la espalda hacia la grupa.
- Cruz: Marcada.
- Espalda: Fuerte y flexible, del mismo largo del lomo.
- Lomo: Corto y fuerte.
- Grupa: De largo mediano, está ligeramente más alta que la espalda.
- Pecho: De amplitud mediana, quilla notable, la profundidad llega al nivel de los codos, costillas arqueadas y bien hacia atrás.
- Línea inferior: Vientre ligeramente retraído

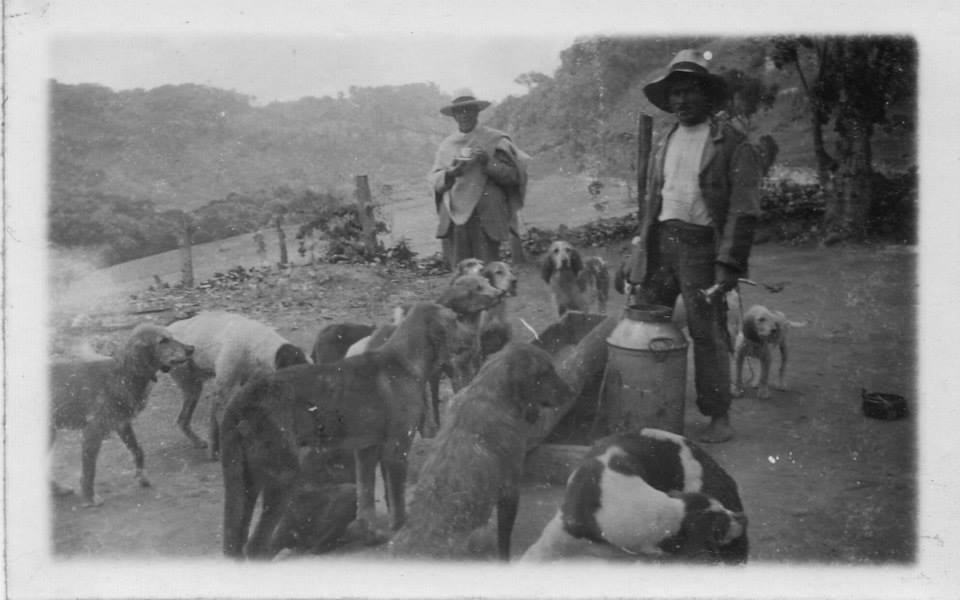
Cacería de Venado con finos, a mediados de siglo XX

### Extremidades
- Miembros anteriores: Musculosos, osamenta sólida, aplomados.
- Hombros: Bien colocados hacia atrás, la escápula es ligeramente más larga que el húmero.
- Brazos: De longitud media y huesos fuertes.
- Codos: Libres, ni hacia adentro ni hacia afuera.
- Metacarpos: levemente inclinados.
- Pies delanteros: Rústicos de tamaño mediano, uñas y almohadillas resistentes.
- Miembros Posteriores: Potentes, angulados con buena musculatura, metatarsos no muy
- largos.
- Muslo: Largo, de musculatura fuerte pero no tan desarrollada.
- Metatarsos: Corvejones fuertes, descendidos, vistos desde atrás son paralelos.
- Pies traseros: Rústicos de tamaño mediano, uñas y almohadillas resistentes.

### Movimiento
Ágil y sin esfuerzo, balanceado con buen alcance y empuje, trote fluido, la línea superior se mantiene durante el movimiento y la cola idealmente es portada alta en forma de sable.

### Pelaje
- Piel: Fina y elástica.
- Pelo: Corto, suave y brillante.
- Color: Se encuentran en gran variedad de colores: rojo, negro, marrón y gris, con o sin blanco, pueden presentar diversas tonalidades, patrones y combinaciones de estos colores, (excepto merlado).

### Temperamento

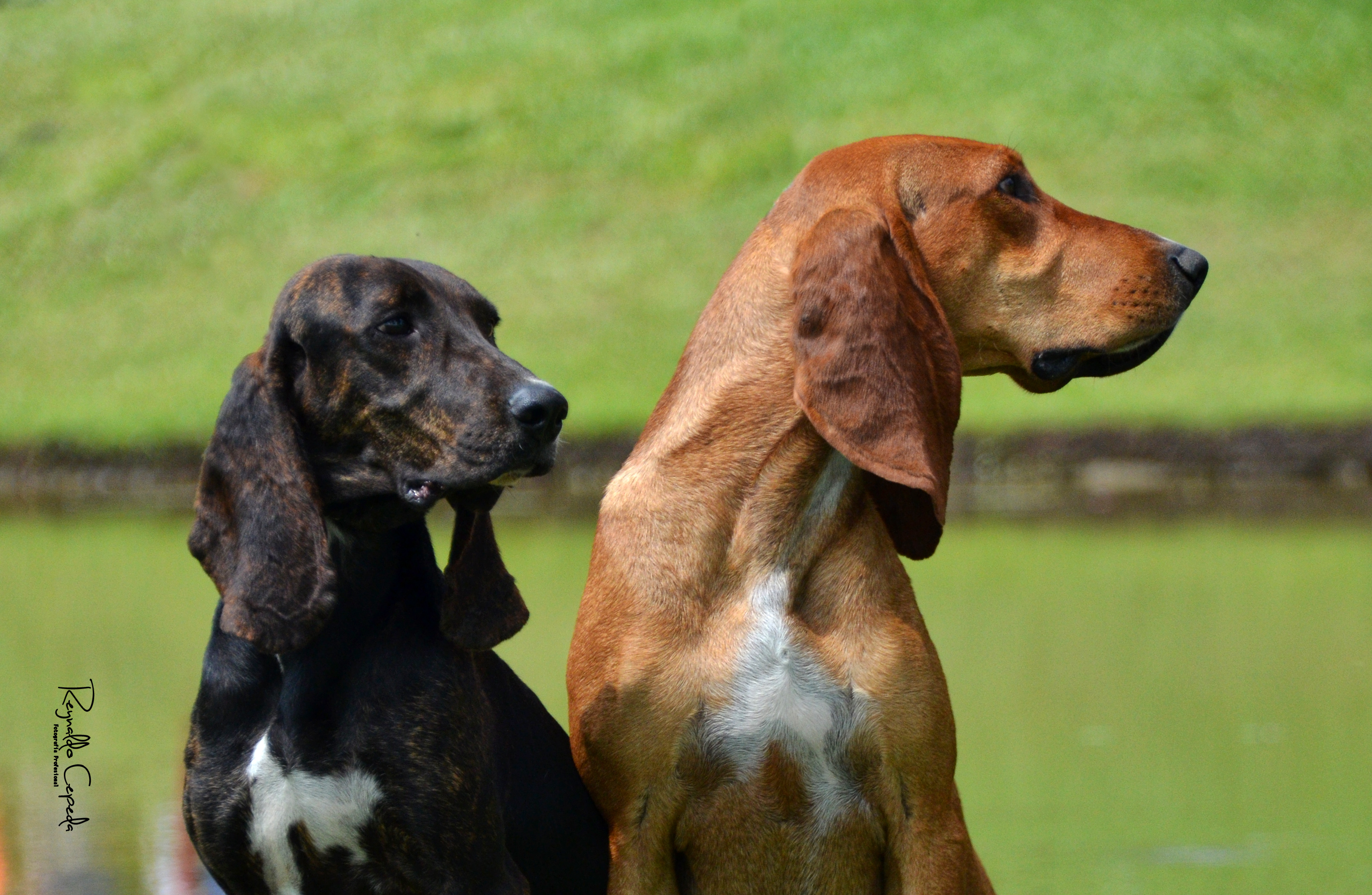
Sabueso Fino Colombiano

Es un perro noble y dulce, aunque terco y obstinado en la cacería, en el hogar es afectuoso con los niños y se desempeña bien como perro de compañía, debido a su naturaleza cazadora es capaz de convivir en grupo con otros perros, es amistoso con los extraños.

### Tamaño y Peso
Debido a la diversidad de presas de caza, se encuentran perros de variado tamaño, factor NO determinante para calificar la calidad de un ejemplar de esta raza.
En exposiciones de conformación están divididos en dos variedades clasificadas de la siguiente manera:
Sabueso Fino Colombiano (Estándar): de 45 a 50cm con tolerancia de 2cm inferior. Peso entre 15 y 25 kg.

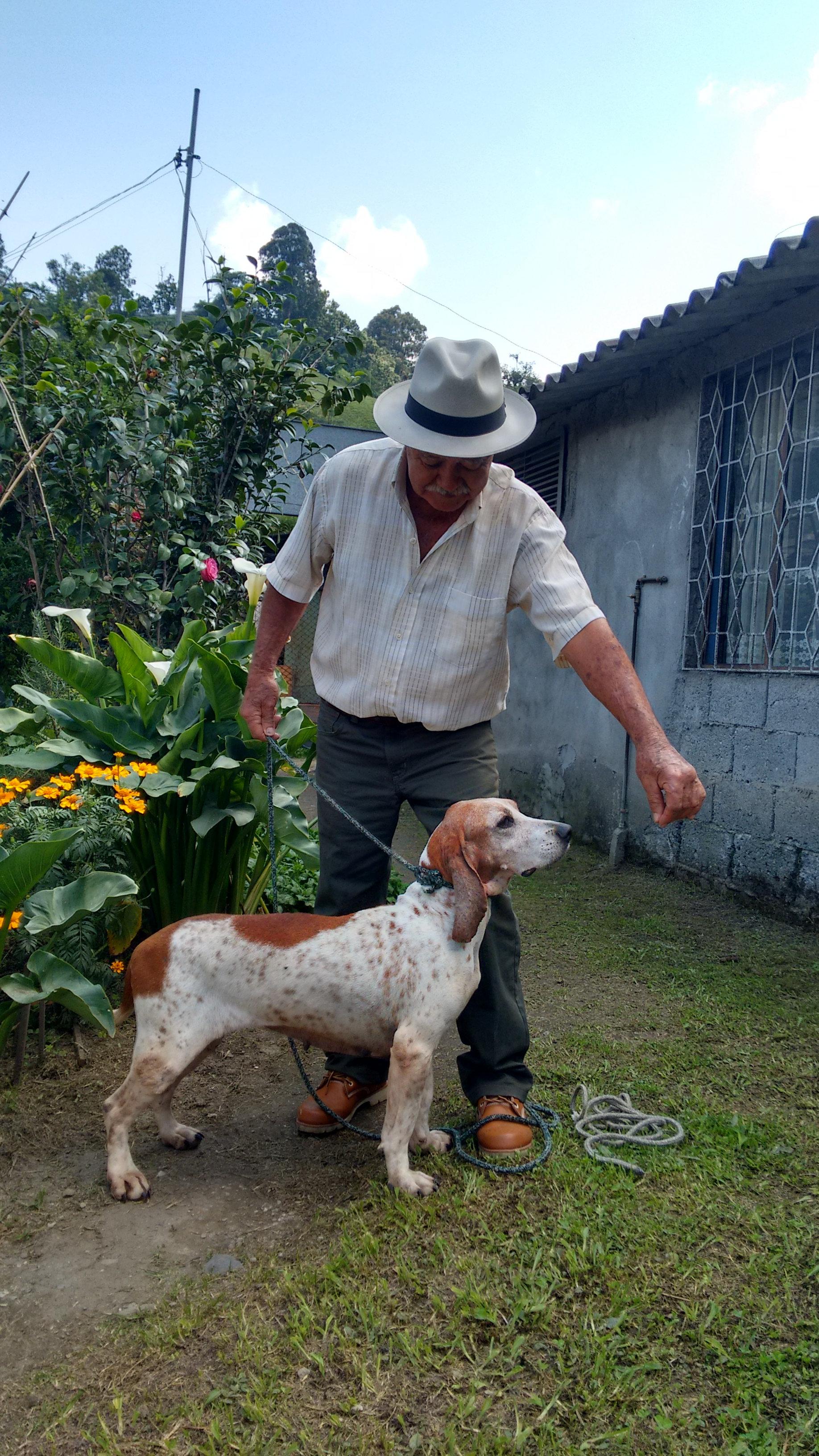
Cazador con su sabueso en Manizales

Sabueso Fino Colombiano (Grande): de 51 a 58cm con tolerancia de 2 cm superior. Peso entre 25 y 35 kg.

## Historia
El Sabueso Fino Colombiano es una variedad de perro desarrollado en Colombia, proveniente de las razas extranjeras (principalmente sabuesos europeos y americanos) introducidas al país desde la colonia hasta el siglo XX.
Debido al aislamiento geográfico que ha sufrido el país a lo largo de su historia, se desembocó en una gran diversidad de sabuesos existentes que aún hoy se conservan, se puede hablar de focos genéticos como el de la hoya Río Suárez, Llanos Orientales y las llanuras del Río Cauca y el Río Sinú, montañas de Antioquia, región Caribe y el Río Magdalena.
Gracias a su buen olfato, y adaptación a las diferentes latitudes de las regiones colombianas es reconocido en el ámbito cinegético desde siempre, y está presente en la memoria de los campesinos colombianos, rastreable desde hace más de 200 años, se ha desempeñado como cazador de diferentes tipos de animales, principalmente roedores como: paca común , agutí, capibaras y demás animales de pelo en la variedad estándar , y dantas y venados en la versión grande, su difusión es amplia y se le puede encontrar en toda la geografía, y sin pertenecer a una raza ya era reconocida y diferenciado por las comunidades campesinas de los demás perros criollos por sus aptitudes y fenotipo.
Entre otros hallazgos se encontró que el expresidente Guillermo León Valencia lo usó para cazar y fueron los campesinos y habitantes de las zonas apartadas del país quienes lo han conservado.

## Actualidad
La introducción de nuevas razas hizo que esta variedad de sabueso perdiera el lugar que le correspondía dentro de la sociedad colombiana  y la vida campesina, hasta la primera mitad del siglo XX. Por lo que  actualmente se encuentra vulnerable, debido a la falta de información y a la indiscriminada cruza con otros sabuesos ajenos al acervo genético nacional como el beagle y el basset hound , sumado a la casi inexistente actividad de cacería dentro de la mayoría de la población colombiana; que todavía se realiza en algunos lugares del país de manera ilegal y como costumbre rural.
Tras el hallazgo de la raza se creó la Asociación Club de Sabueso Fino Colombiano para promover la raza que es poco conocida en las ciudades y cambiar la perspectiva de que solo es un animal de caza, puesto que es un perro dulce y noble que se puede tener como mascota y adaptarse a la ciudad.
Actualmente se mantiene abierto el libre de registros iniciales en la Asociación Club Canino Colombiano ( ACCC) y los criadores colombianos están dedicados a su mejoramiento en miras de su reconocimiento internacional por la Federación Cinologica Internacional. con núcleos registrados en diversas zonas de Colombia y algunos ejemplares en Estados Unidos, desarrollando las familias iniciales y adelantando sus genealogías.

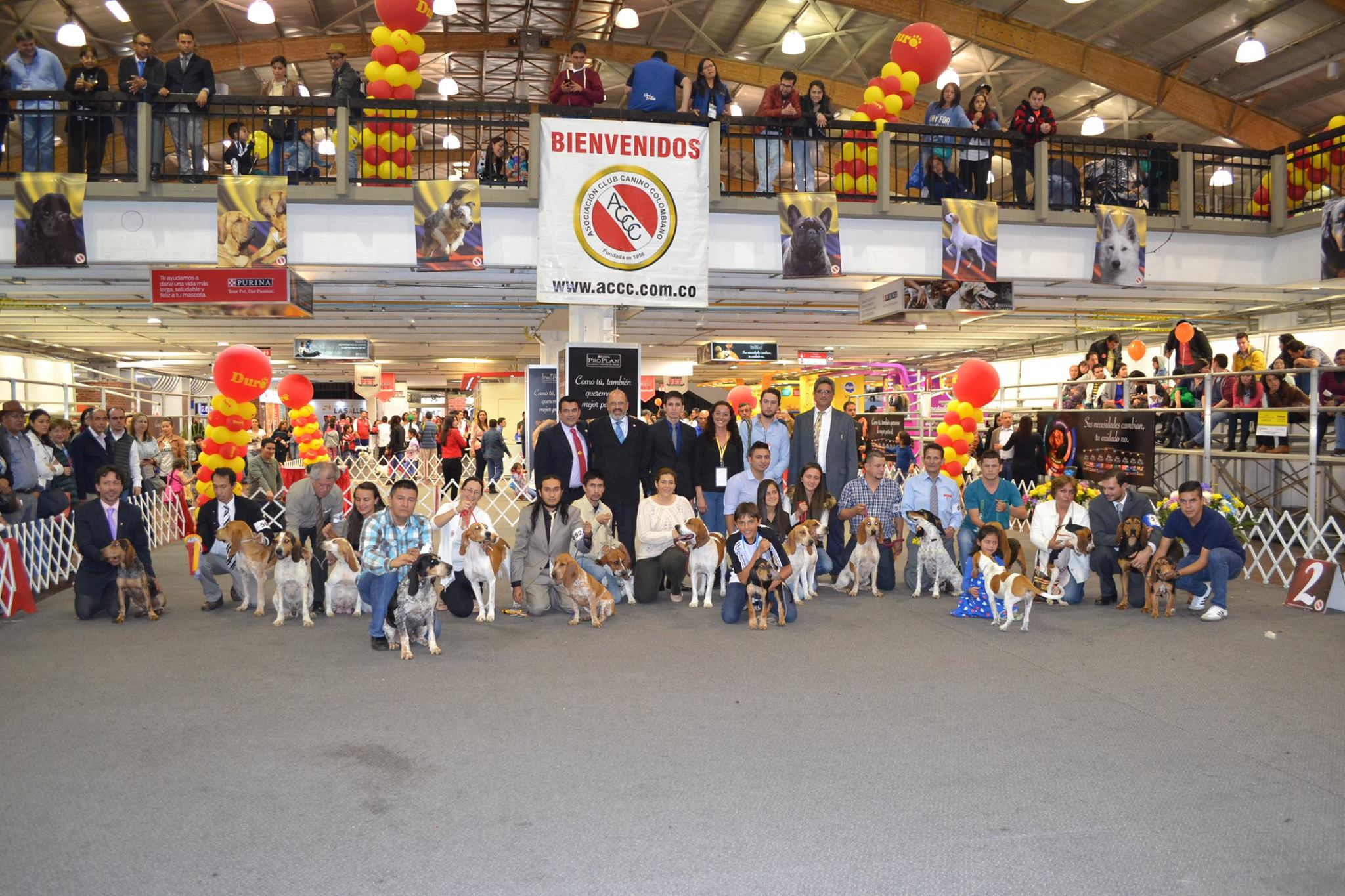
Presentación de la raza en Expopet 2015